# Szpryca cukiernicza

Szpryca cukiernicza (ok. 1930)

Szpryca cukiernicza (dekorator, strzykawka dekoracyjna) – ręczny przyrząd kuchenny; rodzaj dużej strzykawki służącej do wyciskania półpłynnej masy.
Za pomocą szprycy możliwe jest zdobienie (wykańczanie) wyrobów cukierniczych (tortów, mazurków, kruchych babeczek, deserów i in.) tworząc zdobienia oraz małe detale z przeciśniętego, gęstego lukru, kremu lub innej masy ciastkarskiej. Narzędzia tego można używać także do nadawania estetycznych i dekoracyjnych kształtów majonezowi dekoracyjnemu oraz rozmaitym wytrawnym pastom, np. masom na jajka faszerowane, pastom kanapkowym, oraz innym przeznaczonym do dekoracji przystawek, sałatek, galaret itd.
Posługując się szprycą można formować ciasto na drobne wypieki (np. groszek ptysiowy, drobne ciasteczka), elementy dekoracyjne mazurków (kratki, rozetki) itp. Narzędzie to służy także do nadziewania wypieków takich jak pączki, babeczki.
Szpryca zwykle wyposażona jest w kilka wymiennych końcówek (dyfuzorów), dobieranych w zależności od tego, jaką grubość i jaki kształt (wzór) ma przybrać strumień przeciśniętej masy. Do nadziewania wypieków przeznaczone są specjalne, długie końcówki.
|  |  |